# 蘭越車站
蘭越車站（日语：／ Rankoshi eki */?）是一由北海道旅客鐵道（JR北海道）所經營的鐵路車站，位於日本北海道磯谷郡蘭越町，是JR北海道函館本線的沿線車站之一，屬於JR北海道本社（札幌總部）的直轄範圍，由俱知安車站負責管理，採簡易委託方式營運。
蘭越車站是函館本線快速列車二世谷快車（ニセコライナー）的起站之一，每天晨間有一個班次發往札幌（但札幌發的二世谷快車只行駛至俱知安即折返，並沒有行抵蘭越）。

## 車站結構
對向式月台2面2線的地面車站。二個月台以跨線天橋連結。

### 月台配置
| 月台 | 路線      | 方向 | 目的地                 | 備註     |
| ---- | --------- | ---- | ---------------------- | -------- |
| 1    | ■函館本線 | 下行 | 俱知安、小樽、札幌方向 |          |
| 2    | ■函館本線 | 上行 | 長萬部方向             |          |
| 2    | ■函館本線 | 下行 | 小樽方向               | 此站折返 |

## 相鄰車站
北海道旅客鐵道（JR北海道）
■函館本線
快速「Niseko Liner」（只限往札幌運行）
蘭越（S27） → 昆布（S26）
普通
目名（S28）－蘭越（S27）－昆布（S26）